# Deutsch-Galicische Gesellschaft
La Deutsch-Galicischen Gesellschaft (gallec: Sociedade Galego-Alemá) és una associació fundada el novembre de 1993, amb seu a la Universitat de Trèveris i lligada al Galicien-Zentrum, abans denominat Dokumentationsstelle Galicie, d'aquella mateixa universitat. El seu primer president, i l'actual, és el romanista i lingüista Dieter Kremer. Entre el 2003 i el 2006, en canvi, va ser el també romanista Alf Monjour. Compta com a president d'honra Ramón Lorenzo.

## Activitat
El fi de la DDG és fomentar la investigació científica en cooperació amb el Galicien-Zentrum de la Universitat de Trèveris. Promou cursos de llengua gallega i manifestacions artístiques i culturals en universitats, institucions i altres llocs adients. Per a difondre i donar suport a la recerca en el camp dels estudis gallecs publica, d'ençà del 1996, la revista científica bilingüe Galicien-Magazin, i també disposa d'una biblioteca centrada en la cultura gallega. Col·labora estretament amb la Universitat de Santiago de Compostel·la per a assolir tots els seus objectius. D'altra banda, per tal de fer-se conèixer, la DGG realitza regularment el Galicien-Tag, en què presenta resultats d'investigacions i estudis sobre Galícia i el gallec.